# Made Out of Babies
Made Out of Babies was een posthardcore en postmetal band uit Brooklyn (New York), geformeerd in 2005 en ontbonden in 2012. Made Out of Babies werd opgericht door Brendan Tobin, Eric Cooper, Matthew Egan en Julie Christmas voor het verjaardagsfeestje van de zus van Julie Christmas. De bandnaam ontstond uit een grap tussen Matthew Egan en zijn zus.

## Bezetting
Laatste bezetting
- Julie Christmas[3] (zang)
- Eric Cooper[4] (e-basgitaar)
- Brendan 'Bunny' Tobin[5] (gitaar)
- Matthew Egan[6] (drums)

Voormalige leden
- Viva Stowell[7] (e-basgitaar)

## Geschiedenis
Na een week repeteren en een concert besloot de band om samen meer muziek te gaan spelen. Made Out of Babies bracht hun debuutalbum uit in 2005 bij Neurot Recordings, het huislabel van Neurosis. Op het debuutalbum nam Viva Stowell als bassist deel aan de nummers Loosey Goosey, Gut Shoveler en Sugar, maar bleef niet permanent in de bandstructuur. Een ander studioalbum en een split ep volgden in 2006, ook bij Neurot Recordings. Voor het derde en laatste album besloot de band om over te stappen naar het label The End Records om nieuwe wegen te bewandelen. Na het uitbrengen en de daaropvolgende tournee werd het lange tijd stil over Made Out of Babies. Julie Christmas bracht in 2010 het soloalbum The Bad Wife uit en kondigde in maart 2012 via Facebook de ontbinding van de band aan. De redenen voor de ontbinding zijn niet bekend gemaakt door haar of de overgebleven bandleden. De rest van de muzikanten formeerde Bad Powers zonder Christmas en debuteerde in september 2012 bij The End Records met een titelloos album.

## Stijl
Made Out of Babies speelt een mix van postmetal, posthardcore en noiserock. Captain Chaos van het internetmagazine Vampster omschrijft de band als een mix van Neurosis, The Jesus Lizard en Unsane met een zanger die klinkt als PJ Harvey over de onthouding van heroïne. Ross Feratu maakt echter vergelijkingen met de posthardcore vertolkers Helmet, Shellac en Born Against voor Ox-Fanzine. In het internetmagazine Metal.de worden ook vergelijkingen gemaakt met de noiserockband The Jesus Lizard, maar ook met de doommetalband The Melvins en de posthardcore band Fugazi. Met name het vocale optreden van Julie Christmas wordt op verschillende plaatsen benadrukt als een belangrijk kenmerk van de band. De aanwezigheid op internet van de tv-omroep Arte omschrijft haar als de schreeuwende Janis Joplin van de metal.
De gitaar wordt beschreven als brutaal trekkend en krijsend, terwijl de ritmesectie kalm en opzwepend wordt genoemd. Captain Chaos omschrijft de muziek als luidruchtig, groevend en zeer dynamisch met vervormde bas, dissonante gitaren en vervelende afgedankte drums. De melodie wordt beschouwd als een buitenissige akkoordkeuze met eigenzinnige harmonieën.

## Discografie
- 2005: Trophy (album, Neurot Recordings)
- 2006: Coward (album, Neurot Recordings)
- 2006: Triad (split-ep met Red Sparowes en Battle of Mice, Neurot Recordings)
- 2008: The Ruiner (album, The End Records)